# SM UC-34
SM UC-34 – niemiecki podwodny stawiacz min z okresu I wojny światowej, jedna z 64 zbudowanych jednostek typu UC II. Zwodowany 6 maja 1916 roku w stoczni Blohm & Voss w Hamburgu, został przyjęty do służby w Kaiserliche Marine 26 września 1916 roku. Przebazowany w 1917 roku na Morze Śródziemne został nominalnie wcielony w skład Kaiserliche und Königliche Kriegsmarine pod nazwą U-74, pływając w składzie Flotylli Pola. W czasie służby operacyjnej okręt odbył dziewięć misji bojowych, w wyniku których zatonęło 20 statków o łącznej pojemności 65 335 BRT i okręt o wyporności 785 ton standardowych (ts), a trzy statki o łącznej pojemności 14 001 BRT zostały uszkodzone. SM UC-34 został samozatopiony 30 października 1918 roku nieopodal Poli.

## Projekt i budowa
Sukcesy pierwszych niemieckich podwodnych stawiaczy min typu UC I, a także niedostatki tej konstrukcji skłoniły dowództwo Cesarskiej Marynarki Wojennej z admirałem von Tirpitzem na czele do działań mających na celu budowę nowego, znacznie większego i doskonalszego typu okrętów podwodnych. Opracowany latem 1915 roku projekt okrętu, oznaczonego później jako typ UC II, tworzony był równolegle z projektem przybrzeżnego torpedowego okrętu podwodnego typu UB II. Głównymi zmianami w stosunku do poprzedniej serii były: instalacja wyrzutni torpedowych i działa pokładowego, zwiększenie mocy i niezawodności siłowni oraz wzrost prędkości i zasięgu jednostki, kosztem rezygnacji z możliwości łatwego transportu kolejowego (ze względu na powiększone rozmiary).
SM UC-34 zamówiony został 20 listopada 1915 roku jako pierwsza jednostka z II serii okrętów typu UC II (numer projektu 41, nadany przez Inspektorat U-Bootów), w ramach wojennego programu rozbudowy floty . Został zbudowany w stoczni Blohm & Voss w Hamburgu jako jeden z 24 okrętów typu UC II zamówionych w tej wytwórni. UC-34 otrzymał numer stoczniowy 275 (Werk 275)  . Stępkę okrętu położono w 1915 roku , został zwodowany 6 maja 1916 roku. Koszt budowy okrętu wyniósł 1 mln 983 tys. marek.

## Dane taktyczno-techniczne
SM UC-34 był średniej wielkości przybrzeżnym okrętem podwodnym o konstrukcji dwukadłubowej. Długość całkowita wynosiła 50,4 metra, szerokość 5,22 metra i zanurzenie 3,65 metra (wykonany ze stali kadłub sztywny miał 39,3 metra długości i 3,65 metra szerokości) . Wysokość (od stępki do szczytu kiosku) wynosiła 7,46 metra . Wyporność w położeniu nawodnym wynosiła 427 ton, a w zanurzeniu 509 ton. Jednostka miała wysoki, ostry dziób przystosowany do przecinania sieci przeciwpodwodnych; do jej wnętrza prowadziły trzy luki, zlokalizowane przed kioskiem, w kiosku i w części rufowej, prowadzący do maszynowni . Cylindryczny kiosk miał średnicę 1,4 metra i wysokość 1,8 metra, obudowany był opływową osłoną . Okręt napędzany był na powierzchni przez dwa 6-cylindrowe, czterosuwowe silniki Diesla MAN S6V23/34 o łącznej mocy 500 KM, a pod wodą poruszał się dzięki dwóm silnikom elektrycznym BBC o łącznej mocy 460 KM. Dwa wały napędowe obracały dwie śruby wykonane z brązu manganowego (o średnicy 1,9 metra i skoku 0,9 metra) . Okręt osiągał prędkość 11,9 węzła na powierzchni i 6,8 węzła w zanurzeniu. Zasięg wynosił 10 100 Mm przy prędkości 7 węzłów w położeniu nawodnym oraz 54 Mm przy prędkości 4 węzłów pod wodą. Zbiorniki mieściły 63 tony paliwa, a energia elektryczna magazynowana była w dwóch bateriach akumulatorów 26 MAS po 62 ogniwa, zlokalizowanych pod przednim i tylnym pomieszczeniem mieszkalnym załogi. Okręt miał siedem zewnętrznych zbiorników balastowych . Dopuszczalna głębokość zanurzenia wynosiła 50 metrów , a czas zanurzenia 40 s.
Głównym uzbrojeniem okrętu było 18 min kotwicznych typu UC/200 w sześciu skośnych szybach minowych o średnicy 100 cm, usytuowanych w podwyższonej części dziobowej jeden za drugim w osi symetrii okrętu, pod kątem do tyłu (sposób stawiania – „pod siebie”). Układ ten powodował, że miny trzeba było stawiać na zaplanowanej przed rejsem głębokości, gdyż na morzu nie było do nich dostępu (co znacznie zmniejszało skuteczność okrętów). Uzbrojenie uzupełniały dwie zewnętrzne wyrzutnie torped kalibru 500 mm (umiejscowione powyżej linii wodnej na dziobie, po obu stronach szybów minowych), jedna wewnętrzna wyrzutnia torped kal. 500 mm na rufie (z łącznym zapasem 7 torped) oraz umieszczone przed kioskiem działo pokładowe kal. 88 mm L/30, z zapasem amunicji wynoszącym 130 naboi . Okręt wyposażony był w dwa peryskopy Zeissa: wachtowy i bojowy oraz radiostację z podnoszonym masztem o wysokości 10 metrów. Wyposażenie uzupełniała kotwica grzybkowa o masie 272 kg .
Załoga okrętu składała się z 3 oficerów oraz 23 podoficerów i marynarzy.

## Służba
26 września 1916 roku SM UC-34 został wcielony do służby w Cesarskiej Marynarce Wojennej. Tego dnia dowództwo okrętu objął por. mar. (niem. Oberleutnant zur See) Robert Sprenger . Po okresie szkolenia okręt otrzymał rozkaz udania się na Morze Śródziemne i w dniach 18 grudnia 1916 roku – 8 stycznia 1917 roku odbył rejs Helgoland – Cattaro. Jeszcze przed sforsowaniem Cieśniny Gibraltarskiej UC-34 zatopił dwie jednostki: 27 grudnia u wybrzeża Portugalii francuski szkuner „Maud” (176 BRT), płynący z La Rochelle do Lizbony (na pozycji 42°07′N 10°32′W/42,116667 -10,533333), a następnego dnia płynący z Liverpoolu do Sewilli rosyjski szkuner „Seedonis” o pojemności 284 BRT (na pozycji 38°02′N 10°26′W/38,033333 -10,433333)  .
UC-34 dotarł do Cattaro 8 stycznia, gdzie włączono go w skład Flotylli Pola (niem. U-Flottille Pola) . Okręt nominalnie wcielono do K.u.K. Kriegsmarine pod nazwą U-74, jednak załoga pozostała niemiecka . Z dniem 1 lutego, rozkazem szefa sztabu admiralicji niemieckiej z 12 stycznia tego roku, U-Booty należące do czterech flotylli Hochseeflotte, Flotylli Flandria i Flotylli Pola rozpoczęły nieograniczoną wojnę podwodną. Pierwszą misję pod nową banderą U-Boot przeprowadził w dniach 18 lutego – 11 marca, kiedy to na wodach greckich postawił zagrodę składającą się z 18 min. 2 kwietnia jednostka znów postawiła komplet min, tym razem w trzech zagrodach nieopodal Aleksandrii. 6 kwietnia ofiarami UC-34 stały się: egipski żaglowiec „Rahmanich” (100 BRT) oraz zbudowany w 1899 roku uzbrojony brytyjski parowiec „Spithead” (4697 BRT), płynący pod balastem z Aleksandrii do Rangunu, który został storpedowany bez ostrzeżenia na pozycji 31°44′N 31°46′E/31,733333 31,766667 tracąc jednego członka załogi (kapitan i główny mechanik zostali wzięci do niewoli)   . Dwa dni później, 54 Mm od Aleksandrii okręt zatrzymał i zatopił za pomocą ładunków wybuchowych mały brytyjski żaglowiec „Geilan Bahri” (19 BRT)  . 10 kwietnia na pozycji 32°08′N 32°25′E/32,133333 32,416667 od wystrzelonej przez U-Boota torpedy doznał uszkodzeń zbudowany w 1911 roku grecki parowiec „Fotis” (o pojemności 3526 BRT), płynący na trasie Marsylia – Suez . Ostatnim sukcesem załogi UC-34 podczas tego patrolu było storpedowanie bez ostrzeżenia na pozycji 33°11′N 28°30′E/33,183333 28,500000 uzbrojonego brytyjskiego parowca „Imperial Transport” (4648 BRT) . Zbudowany w 1913 roku statek, płynący pod balastem z Port Saidu do Philippeville, zatonął bez strat w ludziach, lecz jego kapitan stał się niemieckim jeńcem .
4 maja w Zatoce Patraskiej zatonął na minie (postawionej podczas lutowego rejsu UC-34) francuski wielorybnik „Cameleon” (179 BRT), tracąc jednego załoganta . 31 maja na pozycji 32°00′N 32°18′E/32,000000 32,300000 na minę wszedł też zbudowany w 1913 roku brytyjski parowiec „Ozarda” (4791 BRT), transportujący ziarno i mąkę z Karaczi do Salonik. Uszkodzony statek został osadzony na mieliźnie, lecz nigdy go nie naprawiono . 2 czerwca U-Boot odniósł kolejny sukces, torpedując bez ostrzeżenia na pozycji 31°53′N 29°19′E/31,883333 29,316667 zbudowany w 1913 roku uzbrojony brytyjski parowiec „Cameronian” (5861 BRT), przewożący żołnierzy, muły i pocztę z Zatoki Suda do Aleksandrii. Statek zatonął tracąc 42 przebywających na pokładzie osób, w tym kapitana Roberta Robertsa  . 7 czerwca na pozycji 32°43′N 31°40′E/32,716667 31,666667 załoga okrętu zatrzymała i zatopiła włoski żaglowiec „Liliana” (70 BRT) . 30 czerwca kolejną ofiarą min postawionych przez UC-34 został stary (pochodzący z 1882 roku) francuski statek pasażerski „Caledonien” (4140 BRT), płynący z Marsylii na Madagaskar, który zatonął na pozycji 31°45′N 32°23′E/31,750000 32,383333 .
16 lipca 1917 roku nowym dowódcą UC-34 został por. mar. Horst Obermüller, wcześniej dowodzący UB-43 . Pierwszym jego sukcesem było uszkodzenie 13 września zbudowanego w 1901 roku brytyjskiego parowca „Bengali” o pojemności 5684 BRT, płynącego z ładunkiem węgla z Newcastle upon Tyne do Kalkuty (na pozycji 33°27′N 20°17′E/33,450000 20,283333; zginął jeden marynarz) . 25 października U-Boot na pozycji 35°33′N 21°48′E/35,550000 21,800000 storpedował bez ostrzeżenia pochodzący z 1910 roku uzbrojony brytyjski parowiec „Euston” (2841 BRT), przewożący węgiel z Malty na Mudros, a w katastrofie zginął jeden członek załogi  . 12 listopada okręt zatopił bez ostrzeżenia 56 Mm na północny zachód od Port Saidu zbudowany w 1901 roku uzbrojony brytyjski parowiec „Barbary” o pojemności 4185 BRT (śmierć poniosło trzech marynarzy, w tym kapitan statku)  .

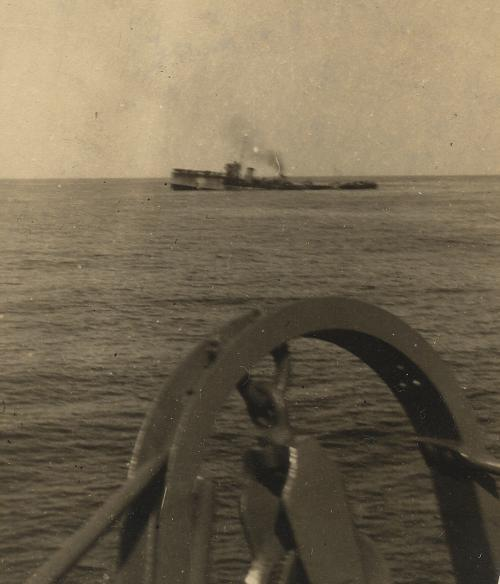
Tonący niszczyciel HMS Attack (1911)

30 grudnia UC-34 zanotował wielki sukces: najpierw storpedował i zatopił stojący na redzie Aleksandrii (na pozycji 31°18′N 29°48′E/31,300000 29,800000) duży uzbrojony brytyjski transportowiec HMT „Aragon” (9588 BRT), przewożący żołnierzy z Marsylii do Aleksandrii (w katastrofie zginęło 610 przebywających na pokładzie osób, w tym kapitan okrętu) , a następnie w kolejnym ataku torpedowym zatopił ratujący rozbitków niszczyciel HMS „Attack” (785 ts), na którym zginęło 10 członków załogi  . Nazajutrz Royal Navy poniosła na skutek działalności U-Boota jeszcze jedną dotkliwą stratę: nieopodal Aleksandrii na minie zatonął okręt łącznikowy HMS „Osmanieh” (4041 BRT), a na jego pokładzie zginęło 198 załogantów, przewożonych żołnierzy i członków personelu medycznego (w tym kapitan okrętu)  .
Na początku 1918 roku niemieckie siły podwodne na Morzu Śródziemnym przeszły reorganizację, w wyniku której Flotylla Pola została podzielona na dwie części: I Flotylla w Poli (I. U-Flottille Mittelmeer) i II Flotylla w Cattaro (II. U-Flottille Mittelmeer), a UC-34 znalazł się w składzie tej drugiej . 8 kwietnia U-Boot na pozycji 31°21′N 29°47′E/31,350000 29,783333 zatopił w ataku torpedowym bez ostrzeżenia płynący z Tobruku do Aleksandrii uzbrojony brytyjski parowiec „Bengali” – ten sam, który 13 września 1917 roku jedynie doznał uszkodzeń wskutek ataku UC-34 (tym razem obyło się bez strat w ludziach)  . Dzień później na północ od Aleksandrii zatonął na minie zbudowany w 1899 roku norweski parowiec „Vasconia” (3052 BRT), przewożący drobnicę, pocztę i pasażerów z Naples do Kalkuty, tracąc siedmiu załogantów .
15 lipca 1918 roku okręt otrzymał nowego kapitana, którym został por. mar. Hans Schüler . Ostatnie wojenne sukcesy UC-34 zanotował w sierpniu 1918 roku, zatapiając w tym okresie cztery jednostki. 1 sierpnia w okolicy Port Saidu okręt zatopił w ataku torpedowym nowy, pochodzący z 1915 roku duński parowiec „Columbia” (5570 BRT), płynący z ładunkiem drobnicy na trasie Kalkuta – Marsylia (na pozycji 31°54′N 31°20′E/31,900000 31,333333), na którym zginął jeden marynarz . 6 sierpnia na pozycji 31°21′N 29°47′E/31,350000 29,783333 zatonął storpedowany bez ostrzeżenia zbudowany w 1903 roku uzbrojony brytyjski parowiec „Clan Macneil” (3939 BRT), transportujący ziarno i cebulę z Karaczi do Marsylii  . 10 sierpnia 30 Mm na północny zachód od Port Saidu U-Boot zatrzymał i zatopił mały francuski żaglowiec „Badrieh” (45 BRT), płynący z Limassol do Port Saidu z ładunkiem wina, owoców i cukru , a następnie na pozycji 32°00′N 30°45′E/32,000000 30,750000 storpedował zbudowany w 1914 roku brytyjski zbiornikowiec „Tatarrax” o pojemności 6216 BRT, płynący z Port Saidu do Francji z ładunkiem etanolu (w katastrofie zginęło 61 osób znajdujących się na pokładzie)  .
W obliczu upadku Monarchii Austro-Węgierskiej, nie mogąc z powodów technicznych wypłynąć w rejs do Niemiec, 30 października 1918 roku UC-34 został samozatopiony przez własną załogę nieopodal Poli, na pozycji 44°52′N 13°50′E/44,866667 13,833333 .

### Podsumowanie działalności bojowej
SM UC-34 wykonał łącznie dziewięć misji bojowych, podczas których za pomocą min, torped i ładunków wybuchowych zatopił 20 statków o łącznej pojemności 65 335 BRT i niszczyciel o wyporności 785 ton, a trzy statki o łącznej pojemności 14 001 BRT zostały uszkodzone . Na pokładach zatopionych i uszkodzonych jednostek zginęło co najmniej 936 osób, w tym 610 na brytyjskim transportowcu „Aragon”  . Pełne zestawienie strat przedstawia poniższa tabela :
| Data                 | Nazwa                | Państwo            | Tonaż       | Los jednostki |
| -------------------- | -------------------- | ------------------ | ----------- | ------------- |
| 27 grudnia 1916      | „Maud”               | Francja            | 176         | zatopiony     |
| 28 grudnia 1916      | „Seedonis”           | Imperium Rosyjskie | 284         | zatopiony     |
| 6 kwietnia 1917      | „Rahmanich”          | Sułtanat Egiptu    | 100         | zatopiony     |
| 6 kwietnia 1917      | „Spithead”           | Wielka Brytania    | 4697        | zatopiony     |
| 8 kwietnia 1917      | „Geilan Bahri”       | Wielka Brytania    | 19          | zatopiony     |
| 10 kwietnia 1917     | „Fotis”              | Królestwo Grecji   | 3526        | uszkodzony    |
| 11 kwietnia 1917     | „Imperial Transport” | Wielka Brytania    | 4648        | zatopiony     |
| 4 maja 1917          | „Cameleon”           | Marine nationale   | 179         | zatopiony     |
| 31 maja 1917         | „Ozarda”             | Wielka Brytania    | 4791        | uszkodzony    |
| 2 czerwca 1917       | „Cameronian”         | Wielka Brytania    | 5861        | zatopiony     |
| 7 czerwca 1917       | „Liliana”            | Włochy             | 70          | zatopiony     |
| 30 czerwca 1917      | „Caledonien”         | Francja            | 4140        | zatopiony     |
| 13 września 1917     | „Bengali”            | Wielka Brytania    | 5684        | uszkodzony    |
| 25 października 1917 | „Euston”             | Wielka Brytania    | 2841        | zatopiony     |
| 12 listopada 1917    | „Barbary”            | Wielka Brytania    | 4185        | zatopiony     |
| 30 grudnia 1917      | HMT „Aragon”         | Royal Navy         | 9588        | zatopiony     |
| 30 grudnia 1917      | HMS „Attack”         | Royal Navy         | 785         | zatopiony     |
| 31 grudnia 1917      | HMS „Osmanieh”       | Royal Navy         | 4041        | zatopiony     |
| 8 kwietnia 1918      | „Bengali”            | Wielka Brytania    | 5684        | zatopiony     |
| 9 kwietnia 1918      | „Vasconia”           | Norwegia           | 3052        | zatopiony     |
| 1 sierpnia 1918      | „Columbia”           | Dania              | 5570        | zatopiony     |
| 6 sierpnia 1918      | „Clan Macneil”       | Wielka Brytania    | 3939        | zatopiony     |
| 10 sierpnia 1918     | „Badrieh”            | Francja            | 45          | zatopiony     |
| 10 sierpnia 1918     | „Tatarrax”           | Wielka Brytania    | 6216        | zatopiony     |
| RAZEM                | RAZEM                | zatopione:         | zatopione:  | 21            |
| RAZEM                | RAZEM                | uszkodzone:        | uszkodzone: | 3             |